# 니시고촌
니시고촌(일본어: 西郷村)은 일본 후쿠시마현 남부에 있는 니시시라카와군의 촌이다.

## 지리
도쿄에서 북쪽으로 약 185km, 도호쿠 신칸센으로 약 90분 거리이다. 수도권으로의 신칸센 통근 이용자도 많다. 도치기현과의 현 경계이기도 한 나스 연봉의 산본야리다케가 마을의 서쪽에 있고 마을 전역이 아부쿠마강의 상류에 해당한다. 산본야리다케 동쪽 산기슭은 가시 고원으로 나스 고원으로 이어진다. 또 마을의 북쪽에는 시라카와 노비키산이 있어 광대한 육상자위대 연습장 및 하토리코 고원으로 이어진다. 신칸센이 정차하는 신시라카와역과 도호쿠 자동차도의 시라카와 IC가 마을에 있는 등 시라카와시가 가지는 도시 기능의 일부를 담당하고 있다. 마을의 동부는 시라카와시와 접하고 신시라카와역 주변은 시라카와 시가지와 일체된 시가지를 형성하고 있다. 일본에서 4번째로 인구가 많은 촌이다.

## 역사
- 1889년 - 니시고촌이 탄생하였다.

## 인구
| 연도 | 인구   | ±%     |
| ---- | ------ | ------ |
| 1920 | 6,500  | —      |
| 1930 | 7,059  | +8.6%  |
| 1940 | 7,523  | +6.6%  |
| 1950 | 11,438 | +52.0% |
| 1960 | 11,373 | −0.6%  |
| 1970 | 10,454 | −8.1%  |
| 1980 | 12,744 | +21.9% |
| 1990 | 16,194 | +27.1% |
| 2000 | 18,642 | +15.1% |
| 2010 | 19,767 | +6.0%  |

## 교통

### 철도
- 동일본 여객철도
  - 도호쿠 신칸센
  - 도호쿠 본선

### 도로
- 도호쿠 자동차도
- 국도 4호선
- 국도 289호선(일본어판)